# 拱辰楼
拱辰楼，又名拱辰门，位于云南省巍山县南诏镇四方街，为原蒙化府城墙北门城楼，是巍山古城标志性建筑。占地面积为1,293平方米，由城台、城门洞、马道、城楼、廊房五部分组成。

## 历史
拱辰楼始建于明洪武二十二年（1389年），最初为三重檐城楼，永曆四年（1650年）改为二层。现楼为重歇山顶，面阔5间28米，进深17米，高16米，建于高8.5米的城廊上。城楼南侧悬“雄魁六诏”匾额，为清乾隆三十六年（1771年）蒙化府同知康勤所书；北侧则悬“万里瞻天”匾，为乾隆五十年（1785年）蒙化直隶厅同知黄大鹤书。
1979年，拱辰楼由巍宝农业供销合作社移交县文化馆管理。1988年10月县文物管理所成立后，交由县文物管理所保护管理。1996年-1997年经历过维修。2010年4月，尽管县文物管理所反对，拱辰楼被县文体广电局交付南诏古乐团管理使用，其在城楼上提供南诏古乐演出、茶饮餐点服务。
2015年1月3日凌晨，拱辰楼在火灾中被毁。经分析鉴定，起火原因是电气线路故障。拱辰楼复原重建工程由云南省文物考古研究所设计，3月24日开工，当年10月1日主体工程完工并对公众局部开放，2016年4月22日正式竣工。修复工程概算总投资1650万元，工程范围为复原重建城楼和东西廊房，修缮城台、城门洞、马道。
2019年9月，当地政府将城楼上的“拱辰门”字样换成“巍山”而引起争议，后换回。

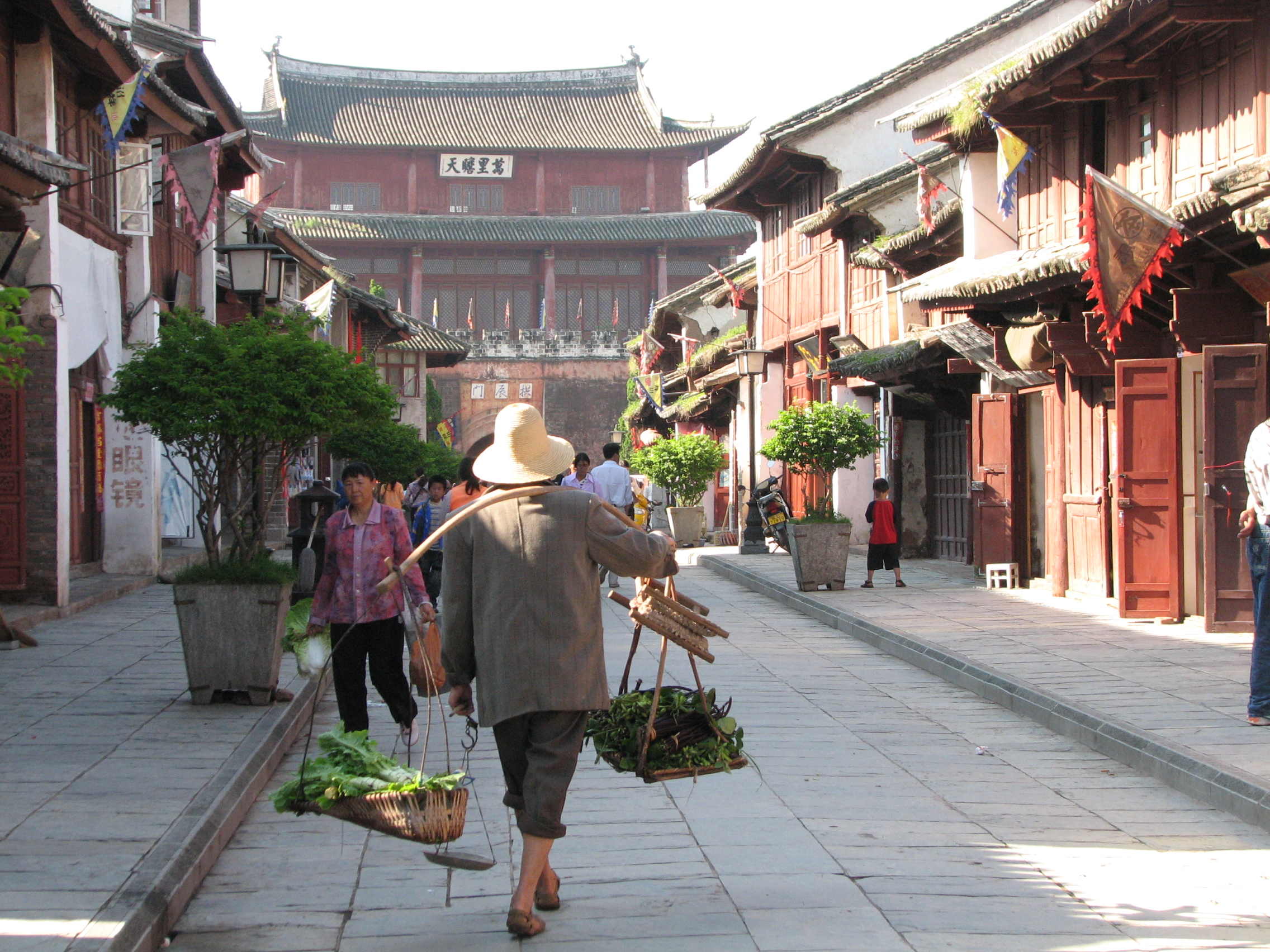
北街及拱辰楼，2008年
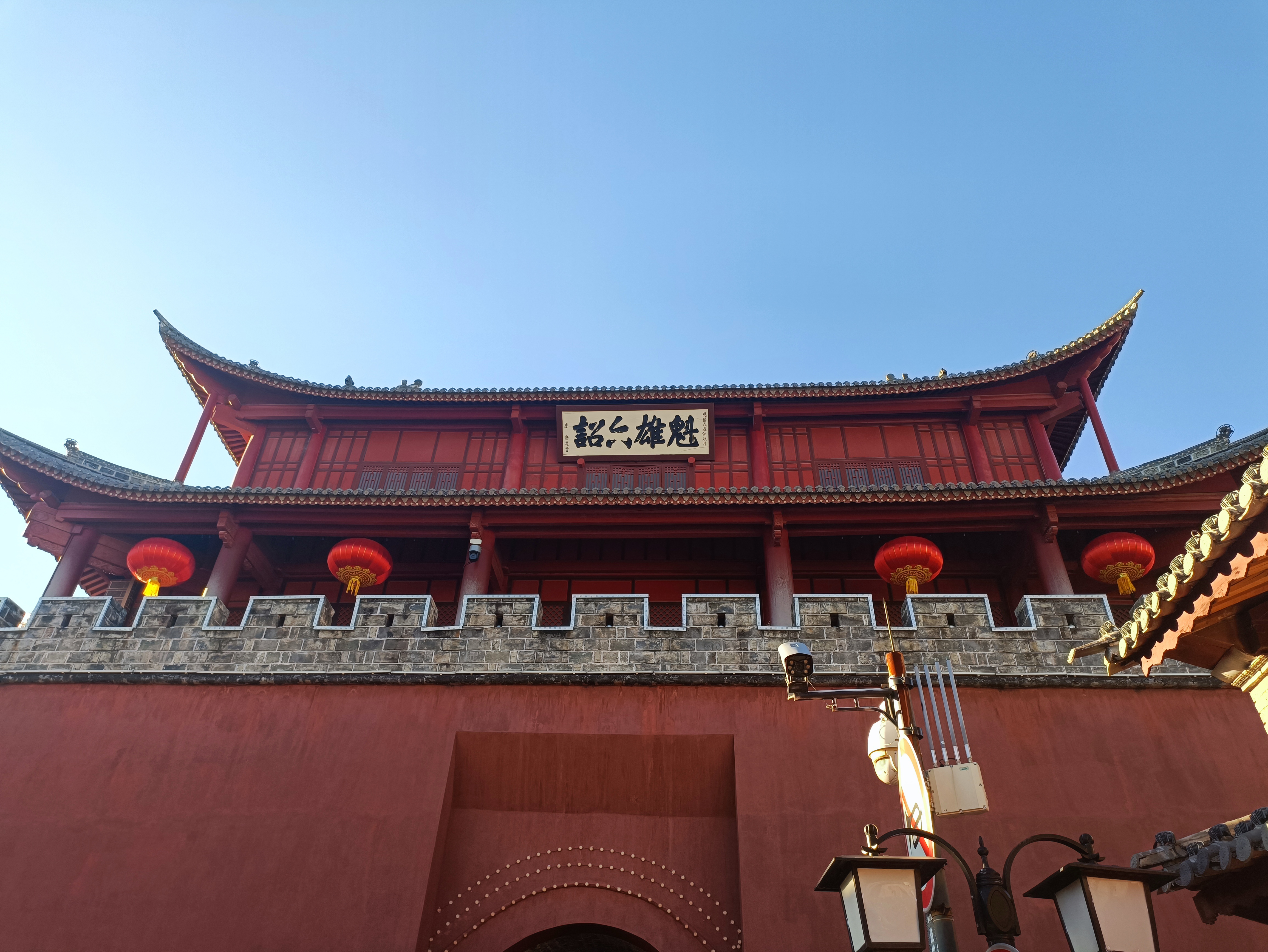
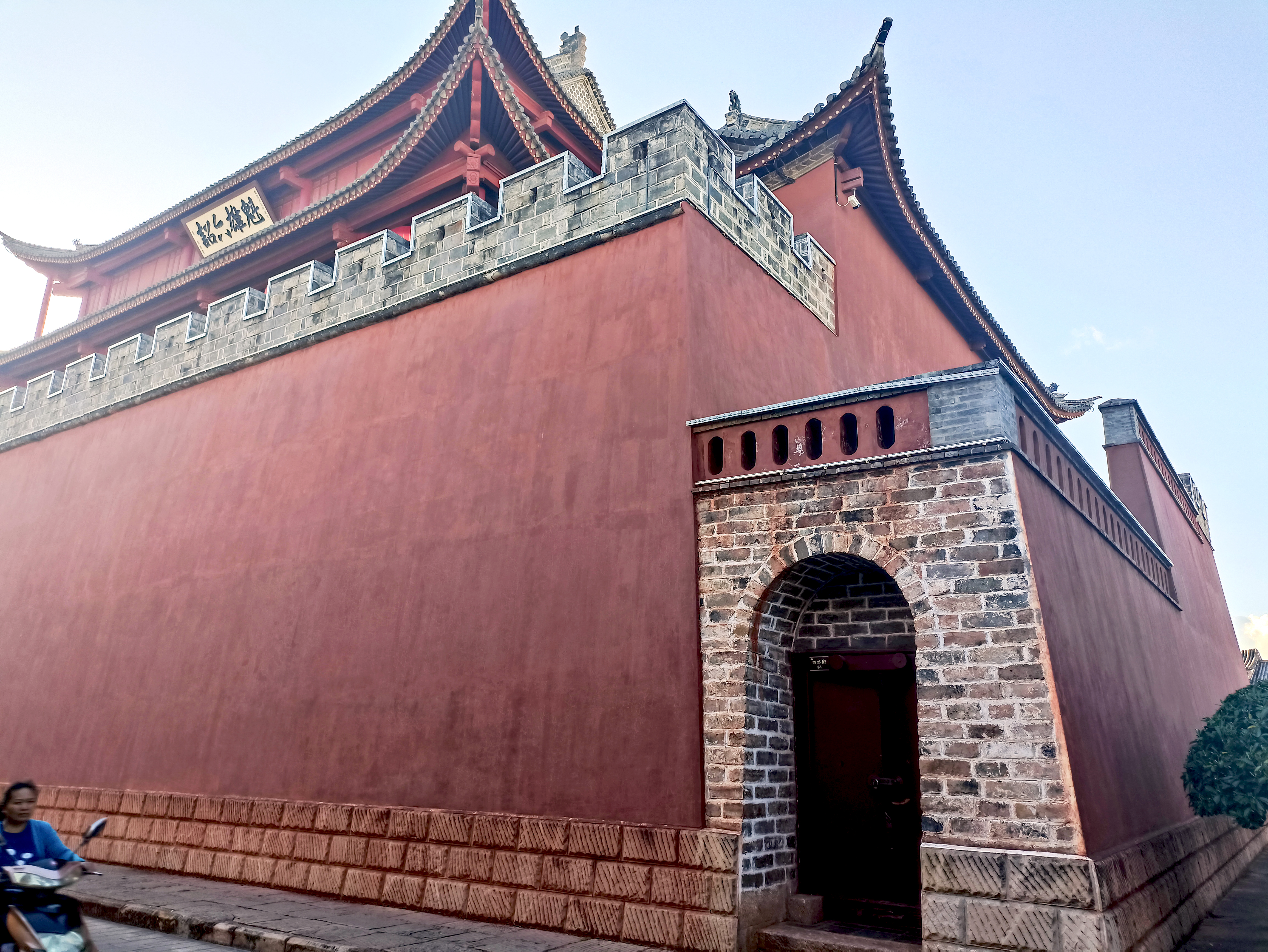
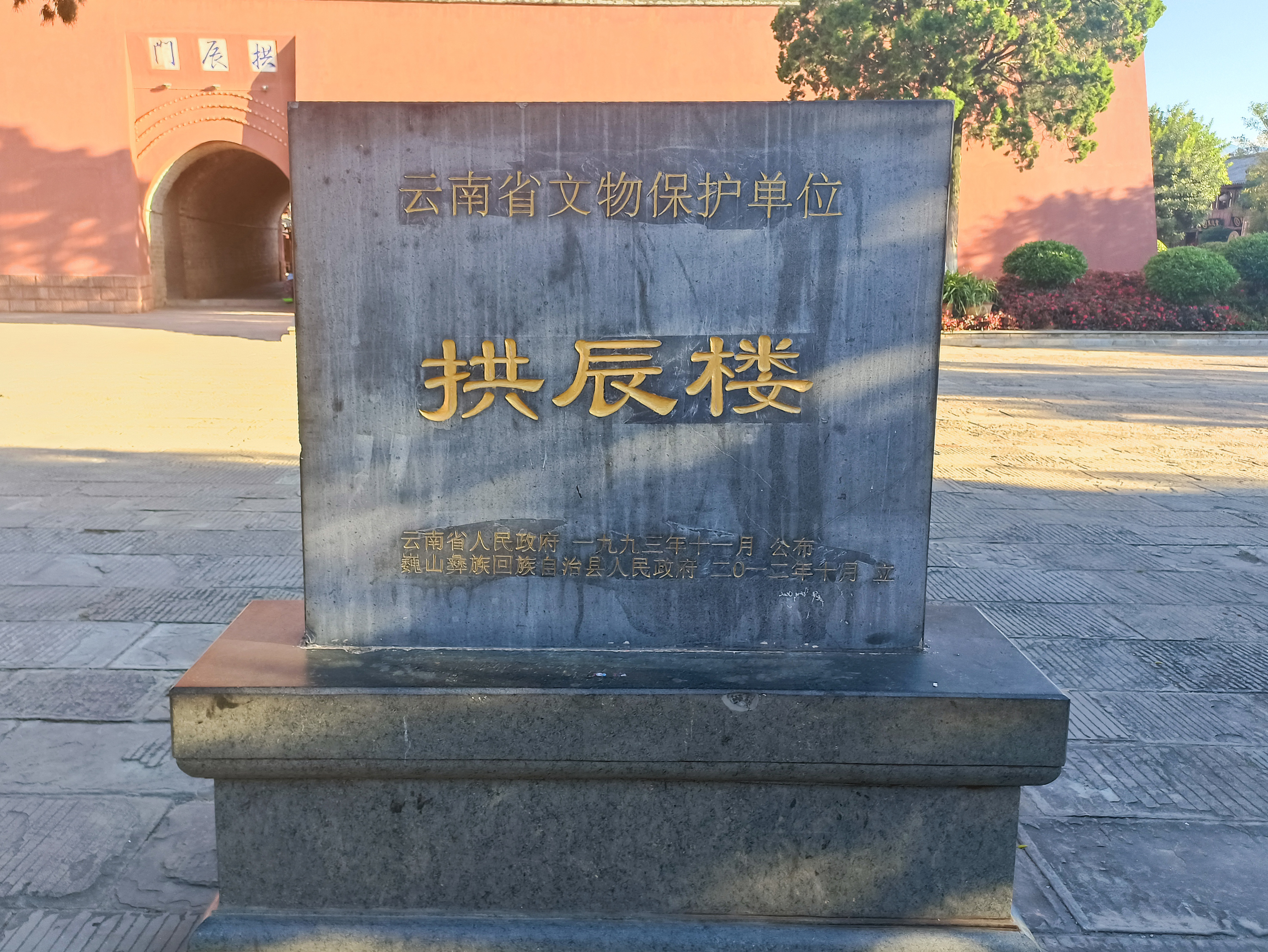
省级文物保护单位标志碑
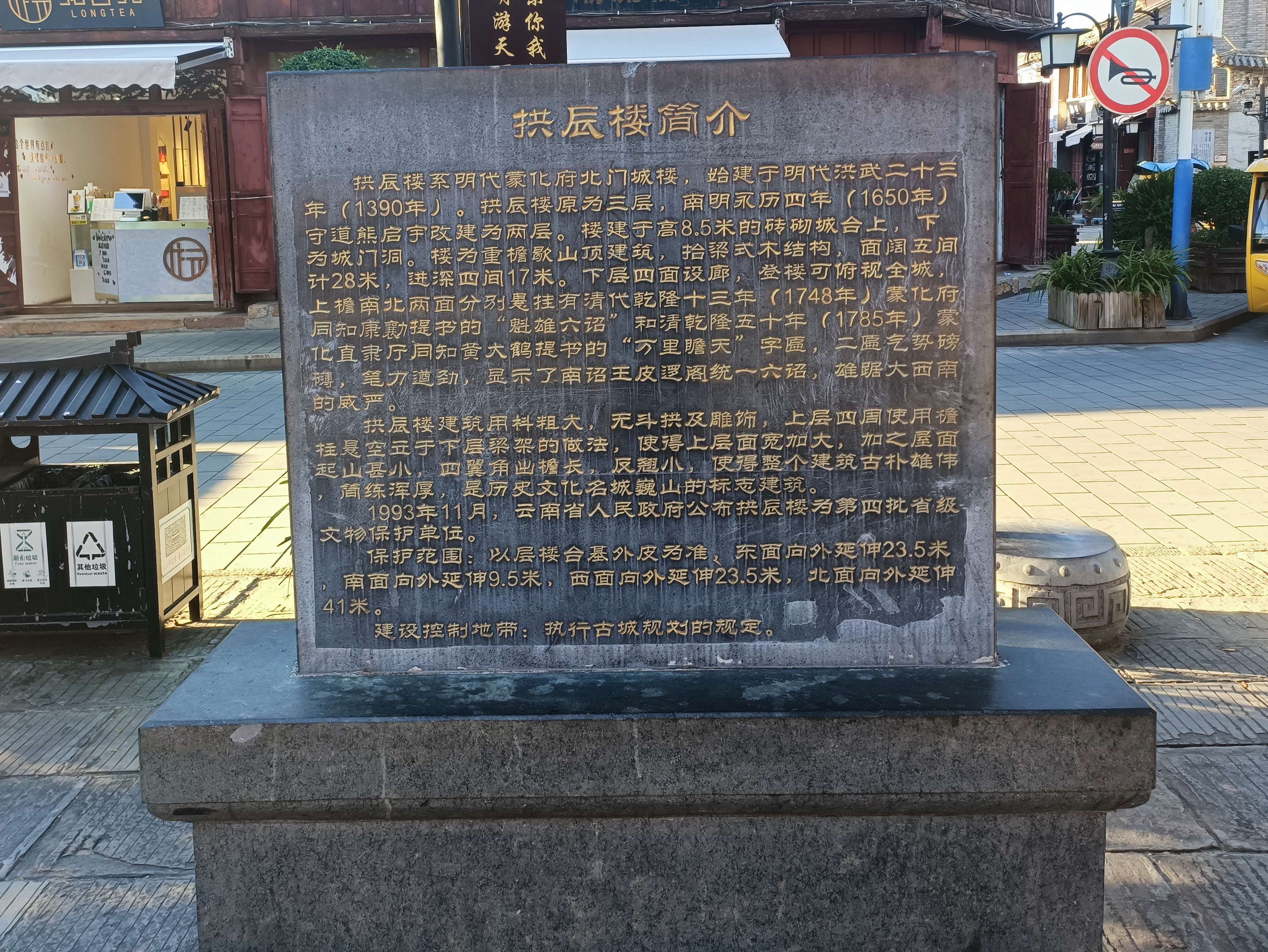
标志碑背面简介